# 完全雇用
完全雇用（かんぜんこよう, Full employment）とはマクロ経済学上の概念であり、ある経済全体で非自発的失業が存在しない状態。失業の発生に対して、生まれた概念であり、本質的に失業がない状態を指すが、概念の運用に関しては必ずしも失業率0%を意味しない。「完全雇用」とは「失業者が一人もいない」ということではなく、一定の摩擦的失業や不完全雇用の存在を含んだ状態のことをいう 。
すなわち、自発的失業 などの存在は、完全雇用を前提とする新古典派経済学にあっても認められている。これに加えて、ケインズ経済学では、有効需要の不足による非自発的失業 の存在を認めている。これは現実のGDPが完全雇用GDPを下回って均衡することで発生する失業であり、有効需要の政策的なコントロールで解消することが可能な失業と考えられている。

この状態を我々は「完全(full)」雇用と表現する。「摩擦的(frictional)」失業も「自発的(voluntary)」失業も、このように定義された「完全」雇用と矛盾しない。
—ケインズ、雇用・利子および貨幣の一般理論 第二章
完全雇用GDPまたは潜在産出量の概念は、現存する経済構造のもとで資本や労働が最大限に利用された場合に達成できると考えられるGDPをさすものであるが、その推計方法をめぐっては様々な問題が指摘されている。
国際連合憲章の第9章『経済的及び社会的国際的協力』の第55条のaには国際連合が「一層高い生活水準、完全雇用並びに経済的及び社会的進歩と発展の条件」を促進することが明記されている。国際労働機関(ILO)フィラデルフィア宣言第3条においても「完全雇用及び生活水準の向上」をILOの責務のひとつに掲げている。

## 完全雇用時の失業水準

### 失業率からのアプローチ
20世紀の英国の経済学者、ウィリアム・ベヴァリッジは3%の失業率をもって完全雇用であるとした。他の経済学者は、それぞれの国、時期、また個々の経済学者のもつ政治的立場によって異なるものの、おおむね2%から7%の失業率を完全雇用としている（一般に、より保守的な立場の者は、社会民主主義的立場の者よりも完全雇用失業率を高くとらえる傾向がある）。また単一の失業率ではなく、完全雇用失業率の「範囲」を推計しようとする立場もある。例えばアメリカに関する経済協力開発機構(OECD)の完全雇用失業率推定値は、1999年において4%から6.4%であり、これは「構造的失業率」推定値、プラス／マイナス推定標準誤差という形をとる。OECDは他の諸国に関しても完全雇用失業率の推定値を公表している（同推定では日本は4.0%プラスマイナス0.3%）。

### インフレーションからのアプローチ
1968年（あるいは67年）、マネタリスト学派の主唱者ミルトン・フリードマンは、エドモンド・フェルプスとともに独自の完全雇用失業率の概念を創出し、これを自然失業率と名付けた。もっとも、この自然失業率は経済が規範的な目標として目指すべきものとは考えられていない。フリードマンらが主張するのは、完全雇用状態を得ようとするのではなく、政策担当者はまずインフレ率を（低いレベルに）安定化させることに努力すべきだ、ということである。もしそういった経済政策が維持可能なものであったならば、失業率は次第に「自然」失業率まで低下するだろう、というのがフリードマンの説である。
フリードマンの考えはマクロ経済学に大きな影響をもたらし、現在では完全雇用とは、ある所与の経済構造の下で維持可能な最低レベルの失業率を指すことが多くなった。これはこの用語を最初に用いたジェームズ・トービンにならってインフレ非加速的失業率(NAIRU=Non-Accelerating Inflation Rate of Unemployment)と呼ばれる。概念としては自然失業率と同一であるが、「自然」という言葉の意味が不透明であるという立場から「自然」の言葉を避けているともいえる。完全雇用状態にあっては、循環的（あるいは労働需要不足による）失業は存在しない。もし経済が数年にわたってこの「自然」失業率あるいは「インフレ加速の閾値」失業率以下で推移するならば、インフレは加速するはずである（賃金および物価に関する外的統制がない前提で）。逆に、もし失業率がこのレベル以上で長期間推移するならば、インフレは沈静化するはずである。こうして、インフレ率が上昇も下落もしないような失業率としてNAIRUは導出されるのである。そこで一経済のNAIRUの絶対的な水準は、労働市場における供給側の要因に依存しているといえる。構造的失業、摩擦的失業といった要因がそれである。
フリードマンとフェルプスよりはるか以前、1951年にアバ・ラーナーはある種のNAIRUの概念を提唱していた。現在のNAIRUの考えと異なっている点は、彼は完全雇用失業率としてある一定の範囲を考察していた点である。彼は高い完全雇用失業率すなわち「所得政策が存在する下で維持可能な最小レベルの完全雇用失業率」と低い完全雇用失業率すなわち「そのような政策が存在しない下での失業率」を区別していた。
ローレンス・ボールは、インフレ率の低下および低インフレ状態の継続を経験した国や、拡張的金融政策が追求されなかった国においては、自然失業率が上昇するということを指摘した。また、ジョージ・アカロフやロバート・シラーらも、インフレ率によって自然失業率の水準が変わってくることを示し、長期のフィリップス曲線がフリードマンが言うような垂直ではないことを指摘した。インフレ率が非常に低い状態ないしデフレの場合には自然失業率が高まる、すなわち貨幣的現象が実体経済に影響を与えるということを示しており、貨幣数量説が長期においても成立しないことを表す。これは、長期均衡においてさえ、デフレが雇用に悪影響を与え続けることを意味している。
アカロフらの研究は、デフレを含む非常に低いインフレ水準においても、また逆に非常に高いインフレ水準においても、長期における自然失業率が高まってしまうことを表している。このことは、完全雇用時における雇用量を最大化するという観点からの、望ましいインフレ率の存在の証明およびその水準を決定する理論的背景の一つを提供する。このことはまた、インフレ率の水準などを勘案せず、自然失業率の達成や産出量ギャップの有無だけでマクロ経済のパフォーマンスを判断することの危険性を示している。たとえば、低インフレ経済において失業率を低下させる政策が採られた場合、一時的には失業率が自然失業率を下回るためインフレが加速するが、それによってインフレ率が高まることによって自然失業率の水準が低下するため、失業率が自然失業率よりも高い状態になればインフレはもはや加速しなくなる。このように、インフレ率の非常に低い経済においては、一時的にインフレが加速しだしたことを以ってして拙速に、維持不可能なほどに失業率が低すぎると判断してはならない。

### 失業の分類によるアプローチ
労働経済学者によってしばしば用いられるものがある。それは、完全雇用状態における失業率を「理想的失業率」(ideal unemployment rate)と考え、そこでは労働市場における非効率性（例えば構造的失業）は存在せず、ただ労働者が一つの職から次の職を探す間の摩擦的失業だけがある状態だ、とするものである。例えばウィリアム・ベヴァリッジは完全雇用を「求職者が求人数に等しい状態」と定義していた。彼は経済が最大の生産を達成するためには、完全雇用以上の雇用が維持されることが望ましい、と考えていた。

## 現実の完全雇用
1990年代末のアメリカでは、多くの学者がNAIRU（インフレ非加速的失業率）と考えていたレベル以下の失業率であったにもかかわらずインフレ率は安定していた。全米経済研究所は2021年末の自然失業率（インフレ非加速的失業率）が5.9%であるのに対して、2022年3月の失業率は3.6%と、自然失業率を下回っていて、インフレ率は8.5%と、インフレ目標の2%を大きく上回った。
日本においては高度経済成長からバブル景気前後が、ほぼ完全雇用だったとされている。
近年の欧州諸国は、物価上昇率が著しく低いなかで、高い失業に甘んじている。失業はこれらの国で重大な社会問題であり、物価上昇が低いことからも完全雇用が達成されていないことが示唆されている。
第二次世界大戦前のドイツでは、ヒトラーにより完全雇用が成功する寸前だったとされる。